# De Janeiro
De Janeiro, auch als R.I.O. bekannt, ist ein Song des deutschen Dance-Projekts R.I.O. Das Lied wurde bereits im Sommer 2007 als R.I.O. veröffentlicht. Nach weiterem Mixen erschien am 9. November 2007 ein Re-Release des Titels, und zwar De Janeiro als Einzel-Single. Der Song erreichte hohe Chartplatzierungen in den Niederlanden.

## Hintergrund

Cover der Single R.I.O.

### Ursprünglich:R.I.O.
Bereits im September 2007 erschien nach vielem Experimentieren eine erste eigene Interpretation des Titels Samba de Janeiro von Bellini aus dem Jahre 1997. Es war der Song R.I.O., der auf der Single jedoch nur in Remix-Formen von Künstlern wie Spencer & Hill, Stereo Palma oder als MYPD von Manian und Yanou erschien. Er erschien über viele Label in ganz Europa, jedoch war die Veröffentlichung in Deutschland eher weniger populär. In Spanien konnte diese Version sogar bis in die Top-10 der Charts vorrücken.

#### Re-Release alsDe Janeiro
Am 9. November 2007 erschien, nach weiterem Mixen, offiziell in ganz Europa eine neue Veröffentlichung des Titels R.I.O. unter dem Titel De Janeiro. Die Single enthält nun auch eine „Original Version“ des Titels und viele neue Remixe, unter denen auch der „S&H Project“ des ersten Songs R.I.O. ist. De Janeiro ist die erste Single-Auskopplung und gleichzeitig die Ankündigung für das 2008 erschienene Album Shine On (The Album). Auf den Alben des Dance-Projekts, sowie auf Samplern wurde mittlerweile nur noch das Re-Release verwendet.

#### Mitwirkende
Neben Manuel Reuter und Yann Pfeifer, die Komponisten des neuen Titels wurden auch Gottfried Engels, Ramon Zenker und Airto Moreira, die Komponisten des Originals, als Autoren des Instrumentalstücks erwähnt. Manian und Yanou produzierten den Song und brachten ihn über mehrere Plattenlabel für mehrere Länder heraus. Darunter waren Tiger Records, Zooland Records, ihr eigenes Label und Spinnin’ Records.

## Versionen und Remixe
| #   | Titel                           | Länge |
| --- | ------------------------------- | ----- |
| 1.  | R.I.O. (S&H Project Remix)      | 6:13  |
| 2.  | R.I.O. (MYPD Remix)             | 5:53  |
| 3.  | R.I.O (Manox Remix)             | 4:35  |
| 4.  | R.I.O. (Stereo Palma Remix)     | 5:54  |
| 5.  | De Janeiro                      | 6:22  |
| 6.  | De Janeiro (Radio Mix)          | 3:24  |
| 7.  | De Janeiro (Micha Moor Remix)   | 6:12  |
| 8.  | De Janeiro (Manox Remix)        | 4:35  |
| 9.  | De Janeiro (S&H Project Remix)  | 6:13  |
| 10. | De Janeiro (Stereo Palma Remix) | 5:44  |
| 11. | De Janeiro (STFU Radio Remix)   | 7:03  |

## Chartplatzierungen
Bereits die erste Veröffentlichung R.I.O. erreichte die Singlecharts. Sie konnte in Spanien Platz acht erreichen, fiel jedoch bereits nach zwei Wochen wieder aus den Top 100 heraus. Die Wiederveröffentlichung De Janeiro erreichte in den Niederlanden Platz neun in den Top 40 und den 14. Platz der Top 100.